# US Open i tennis 2008
US Open i tennis 2008 var den 127:e upplagan av tävlingen och den fjärde Grand Slam-turneringen under 2008. Turneringen spelades mellan 25 augusti och 8 september 2008. Alla matcher från och med lördagen den 6 september flyttades fram till följd av orkanen Hanna.

## Seniorer

### Herrsingel
(2)  Roger Federer vann över (6)  Andy Murray med 6-2, 7-5, 6-2

### Damsingel
(4)  Serena Williams vann över (2)  Jelena Jankovic med 6-4, 7-5

### Herrdubbel
(2)  Bob Bryan /  Mike Bryan vann över (7)  Leander Paes /  Lukas Dlouhy med 7-6(5), 7-6(10)

### Damdubbel
(1)  Cara Black /  Liezel Huber vann över (10)  Lisa Raymond /  Samantha Stosur med 6-3, 7-6(6)

### Mixed dubbel
(5)  Cara Black /  Leander Paes vann över  Liezel Huber /  Jamie Murray med 7-6(6), 6-4

## Juniorer

### Pojksingel
(3)  Grigor Dimitrov vann över  Devin Britton med 6-4, 6-3

### Flicksingel
Coco Vandeweghe vann över  Gabriela Paz-Franco med 7-6(3), 6-1

### Pojkdubbel
Niki Moser /  Cedrik-Marcel Stebe vann över (2)  Henri Kontinen /  Christopher Rungkat med 7-6(5), 3-6, 10-8

### Flickdubbel
(3)  Noppawan Lertcheewakarn /  Sandra Roma vann över  Mallory Burdette /  Sloane Stephens med 6-0, 6-2